# Árie da capo
Árie da capo, či aria da capo, někdy též dacapová árie (italsky aria con da capo, či col da capo) je druh operní nebo oratorní árie.
Svého největšího rozkvětu dosáhla v oratoriích, ale především v barokní opeře. Někdy se vyskytuje také ve výhradně instrumentálních skladbách.

## Forma
Árie da capo je trojdílná forma se schématem A-B-A'. Tvoří ji tři díly (tzv. strofy): první je úplná hudební myšlenka, zakončená v základní tónině. Druhá část je v kontrastu s první, buď rytmicky (v pomalém tempu), nebo harmonicky (dur, moll) zatímco třetí část, často ani nebývá skladatelem vypsaná, nýbrž označená v partituře pouze značkou da capo, a je vlastně doslovnou repeticí první části. Bývalo však téměř pravidlem, že třetí díl byl vylepšován o improvizace a ozdoby, které si časo vymýšleli i sami zpěváci, aby tak mohli předvést své schopnosti a virtuositu.
Často byla árie da capo doprovázená textem ve dvou strofách, z nichž každou tvořily tři až šest veršů.

## Příklady da capo árií
- Rejoice Greatly, He Was Despe - The Trumpet Shall Sound z Händelova Mesiáše (1742)
- Jauchzet Gott  z Bachovy kantáty Jauchzet Gott in allen Landen
- Fantasmi amorosi z Difendere l'offensore o vero La Stellidaura vendicata od Francesca Provenzaleho[1]